# Site de Ledine à Žarkovo
Le site de Ledine à Žarkovo (en serbe cyrillique : Ледине у Жаркову ; en serbe latin : Ledine u Žarkovu) est situé sur le territoire du village de Žarkovo, dans la Ville de Belgrade et dans la municipalité urbaine de Čukarica. Il remonte à la culture de Vinča. En raison de son importance, il figure sur la liste des biens culturels protégés de la Ville de Belgrade.

## Présentation
En 1947 et 1948, des fouilles ont été réalisées sur le site de Ledine, sur le territoire de Žarkovo, un peu au-dessus de Bele Vode. Les archéologues ont découvert les vestiges d'un grand village remontant au Néolithique, ainsi que plusieurs strates remontant aux cultures de Vinča-Tordoš et de Vinča-Pločnik. Le site se caractérise par l'abondance du matériel archéologique retrouvé : des céramiques, des statuettes, des objets en os, les vestiges de maisons rectangulaires ou encore des puits de stockage.
Ces découvertes témoignent d'une continuité et d'un développement du site, en relation avec les sites Vinča-Belo brdo et de Banjica. Le site néolithique de Žarkovo, avec ses vestiges relativement bien conservés, constitue un lieu important pour les recherches archéologique dans la région de Belgrade.